# Indianapolis 500 1998

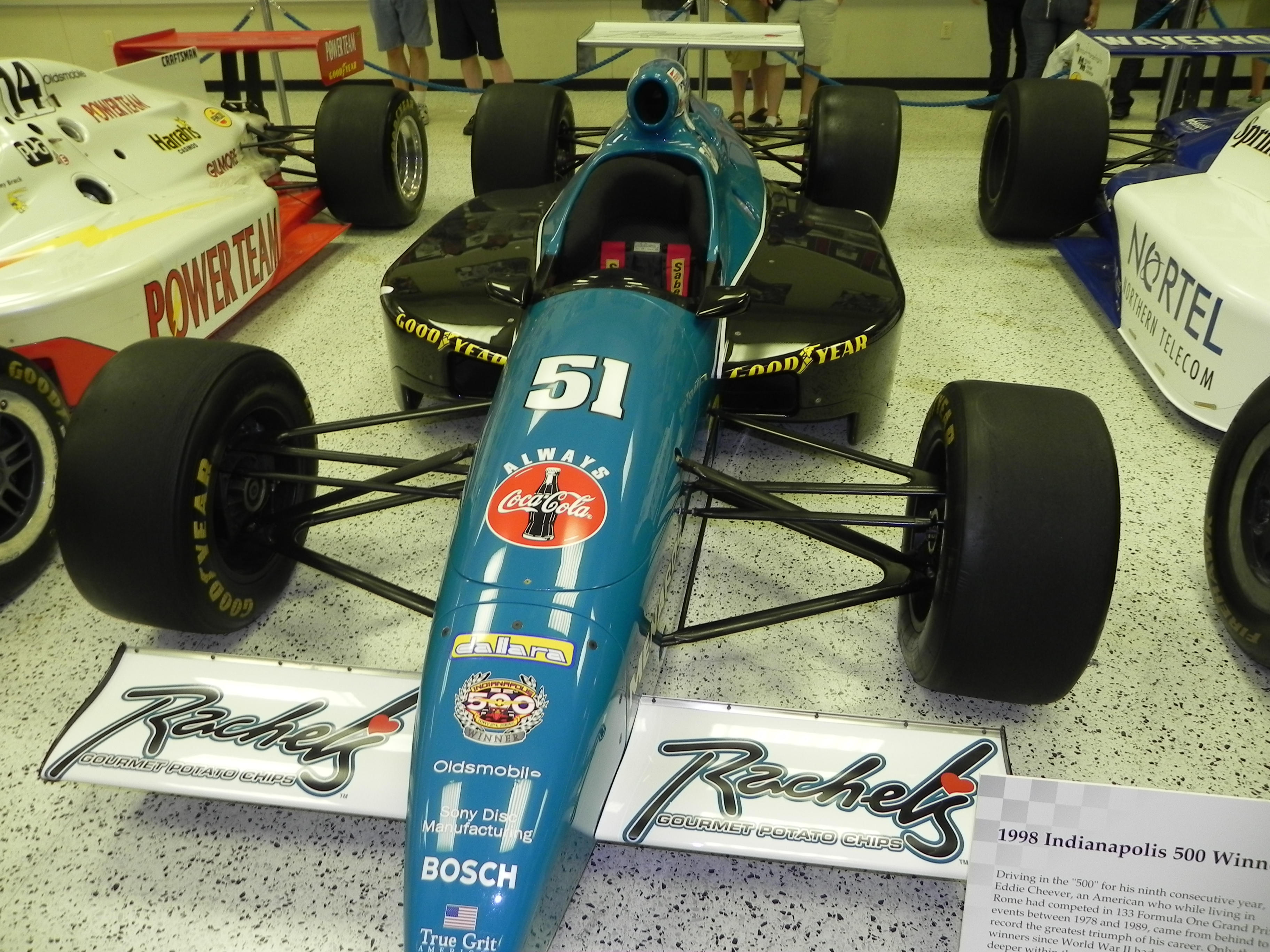
Eddie Cheevers vinnarbil utställd på Indianapolis Motor Speedway Museum.

Indianapolis 500 1998 var ett race som kördes den 24 maj på Indianapolis Motor Speedway och vanns av Eddie Cheever. Billy Boat hade pole position med en snittfart på 223,503 mph (=359,688 km/h). Tävlingen ingick i Indy Racing League samma säsong.

## Resultat
| Plats | Förare           | Team                   | Grid |
| ----- | ---------------- | ---------------------- | ---- |
| 1     | Eddie Cheever    | Cheever Racing         | 17   |
| 2     | Buddy Lazier     | Hemelgarn Racing       | 11   |
| 3     | Steve Knapp      | ISM Racing             | 23   |
| 4     | Davey Hamilton   | Nienhouse Motorsports  | 8    |
| 5     | Robby Unser      | Cheever Racing         | 21   |
| 6     | Kenny Bräck      | A.J. Foyt Enterprises  | 3    |
| 7     | John Paul Jr.    | Pelfrey Racing         | 16   |
| 8     | Andy Mirchner    | Chitwood Motorsports   | 19   |
| 9     | J.J. Yeley       | Sinden Racing Services | 13   |
| 10    | Buzz Calkins     | Bradley Motorsports    | 18   |
| 11    | Jimmy Kite       | Team Scandia           | 26   |
| 12    | Gary Hewitt      | PDM Racing             | 22   |
| 13    | Jeff Ward        | ISM Racing             | 27   |
| 14    | Marco Greco      | Phoenix Racing         | 14   |
| 15    | Mike Groff       | Byrd/Cunningham Racing | 32   |
| 16    | Scott Sharp      | Kelley Racing          | 7    |
| 17    | Stéphan Grégoire | Chastain Motorsports   | 31   |
| 18    | Greg Ray         | Team Menard            | 2    |
| 19    | Raul Boesel      | McCormack Motorsports  | 30   |
| 20    | Arie Luyendyk    | Treadway Racing        | 28   |
| 21    | Jack Miller      | Sinden Racing Services | 15   |
| 22    | Roberto Guerrero | Pagan Racing           | 9    |
| 23    | Billy Boat       | A.J. Foyt Enterprises  | 1    |
| 24    | Scott Goodyear   | Panther Racing         | 10   |
| 25    | Johnny Unser     | Hemelgarn Racing       | 25   |
| 26    | Sam Schmidt      | LP Racing              | 6    |
| 27    | Mark Dismore     | Kelley Racing          | 12   |
| 28    | Stan Wattles     | Metro Racing           | 29   |
| 29    | Jim Guthrie      | ISM Racing             | 20   |
| 30    | Billy Roe        | Team Scandia           | 33   |
| 31    | Robbie Buhl      | Team Menard            | 5    |
| 32    | Donnie Beechler  | Cahill Racing          | 24   |
| 33    | Tony Stewart     | Team Menard            | 4    |

Följande förare missade att kvala in
- Eliseo Salazar
- Claude Bourbonnais
- Joe Gozek
- Hideshi Matsuda
- Scott Harrington
- Dan Drinan
- Paul Durant
- Lyn St. James